# Barbara Rütting
Barbara Rütting, née le 21 novembre 1927 au sud de Berlin, et morte le 28 mars 2020, de son vrai nom Waltraud Goltz, est une actrice, écrivain et femme politique allemande.

## Biographie
Elle est l'aînée de cinq enfants de l'enseignant Richard Goltz et de son épouse Johanna Goltz, originaires de Wietstock (Lutwigsfelde) dans l'arrondissement de Teltow. Peu avant la fin de la Seconde Guerre mondiale, la Croix-Rouge l'affecte dans une famille danoise comme domestique. Plus tard, elle est correspondante en langues étrangères dans une bibliothèque de Copenhague. Après son divorce avec Hans Rütting en 1946, elle se marie avec Heinrich Graf von Einsiedel de 1955 à 1964.
De 1969 à 1988, elle vit avec l'acteur metteur en scène et de théâtre Lutz Hochstraate et ce jusqu'en 1980, ils vivaient dans une ferme à Sommerholz (Salzbourg / Autriche).
Elle habite à Michelrieth sur le côté est du Spessart.

## Carrière

### Carrière d'actrice
En 1952, Barbara Rütting fait ses débuts d'actrice de théâtre et de cinéma et reçoit le Deutscher Filmpreis de la meilleure jeune actrice. Jusqu'en 1983, elle tourne 45 films dans lesquels elle tient un rôle principal, tels : Le dernier pont, L'Amiral Canaris, Ville sans pitié. En 1975, elle joue son dernier rôle au cinéma aux côtés de Gert Froebe dans Mein Onkel Theodor oder Wie man im Schlaf viel Geld verdient.

### Carrière d'auteure
En 1970, elle publie son premier roman Diese maßlose Zärtlichkeit (Cette tendresse excessive).
De nombreux guides, livres de cuisine et livres pour enfants suivront.

### Engagement politique
Barbara Rütting met fin à sa carrière d'actrice dans les années 1980 et se concentre sur son engagement politique en faveur de la protection de l'environnement, des droits de l'homme et des droits des animaux. En novembre 1982, elle s'enchaîne à 30 militants des droits des animaux pour protester contre l'expérimentation animale devant les portes de la société pharmaceutique Schering, située à Berlin.
En 1984, elle a écrit l'avant-propos d'une édition spéciale du livre L'Impératrice nue ou la grande fraude médicale dans lequel l'écrivain suisse Hans Ruesch traite des expériences sur les animaux.
La même année, elle est mise en garde à vue lors de manifestations aux Journées de la Paix de Mutlanger contre le déploiement de missiles Pershing II (MGM-31 Pershing). Sur la Mer Noire en Bulgarie et dans une clinique russe pour enfants atteints par les radiations de la catastrophe de Tchernobyl, elle organise des cours de cuisine sur des aliments complets et des projets d'aide.
Elle rejoint le parti allemand des Verts en 1982 et compte parmi ses amis Petra Kelly, Gert Bastian et Robert Jungk. En 1996, elle écrit une lettre ouverte à Jutta Ditfurth, dans laquelle elle rejette la critique de cette dernière à l'égard de Max Otto Bruker. Elle démissionne du parti en raison de l'approbation des Verts sous Joschka Fischer pour une implication dans la guerre du Kosovo, mais l'engagement de Renate Künast pour le bien-être animal lui permet de réapparaître.
En 2003 et 2008, elle a été élue au Landtag de Bavière sur la liste des districts de Haute-Bavière pour le parti Alliance 90 / Les Verts. Le 2 avril 2009, elle démissionne du Landtag et du parti en septembre 2009.
De 2009 à 2014, elle soutient le Parti de protection des animaux (Partei Mensch Umwelt Tierschutz abrégé Tierschutzpartei).
Fin 2016, elle a rejoint le V-Partei – Partei für Veränderung, Vegetarier und Veganer (Parti-V - Parti pour le changement, les végétariens et las végans) nouvellement fondé. Elle prend la deuxième place dans la liste du Land de Bavière pour les élections fédérales allemandes de 2017 et obtient le meilleur résultat du deuxième vote du nouveau parti dans sa ville natale.

### Engagement philosophique
Jusqu'en janvier 2018, Barbara Rütting est membre d'honneur de la Vegetarierbundes Deutschlands (Fédération des végétariens d'Allemagne) et ce depuis des décennies. Elle justifie sa démission par le comportement contradictoire de l'association.

## Filmographie
- 1952 : Die Spur führt nach Berlin
- 1954 : Le Dernier Pont
- 1954 : Heideschulmeister Uwe Karsten
- 1954 : Double destin
- 1954 : L'Amiral Canaris
- 1955 : Spionage
- 1955 : Mädchen ohne Grenzen
- 1958 : Le Labyrinthe de l'amour (Frauensee) de Rudolf Jugert : Martina Nissen
- 1958 : Une affaire diabolique (en)
- 1958 : Un homme se penche sur son passé
- 1958 : Le Temps d'aimer et le Temps de mourir
- 1961 : Filles perdues
- 1961 : Lysistrata (Die Sendung der Lysistrata), téléfilm de Fritz Kortner : Lysistrata / Agnes Salbach
- 1961 : Ville sans pitié
- 1963 : Liebe will gelernt sein (de)
- 1963 : L'Énigme du serpent noir
- 1963 : und der Amazonas schweigt
- 1965 : Neues vom Hexer
- 1965 :  Opération Crossbow
- 1968 : Tamara (de)
- 1969 : Eine Frau sucht Liebe
- 1972 : Der Todesrächer von Soho
- 1981 : Inspecteur Derrick (saison 8, épisode 8 : Prozente)